# Walter König (Tiermediziner)
Walt(h)er König (* 10. Februar 1891 in Buchholz; † 25. Oktober 1971 in Hannover) war ein deutscher Generalveterinär der Wehrmacht.

## Leben
Walter König war ein Sohn eines Kaufmanns und besuchte von Ostern 1897 bis Ostern 1901 eine Bürgerschule. Anschließend war er bis zu seinem Abitur Ostern 1910 am Realgymnasium in Annaberg.
Er wurde Einjährig-Freiwilliger und kam Ostern 1911 an die Königliche Militär-Veterinär-Akademie. Für sieben Semester studierte er an der Tierärztlichen Hochschule zu Berlin.
Zu Kriegsbeginn war er Feldunterveterinär und wurde am 15. Mai 1915 Veterinär. Die tierärztliche Fachprüfung bestand er am 25. Juli 1915. Am 5. April 1918 erhielt er die Beförderung zum Oberveterinär.
1919 promovierte er an der Tierärztlichen Hochschule zu Berlin mit dem Thema Beiträge zur Kenntnis des biologischen Abbaues einiger Säuren mit 3 bzw. 4 Kohlenstoffatomen.
Nach dem Krieg kam er in die Reichswehr und war 1923 in der 2. Division in Stettin. 1928 war er als Stabsveterinär (Beförderung am 1. Juni 1924) in der Veterinärinspektion des Reichswehrministeriums in Berlin. Hier wurde er am 1. Oktober 1931 Oberstabsveterinär. Am 1. November 1935 wurde er zum Oberfeldveterinär befördert und war ab 1938 Leiter des Lehrgangs I an der Heeresveterinär-Akademie. Als Oberstveterinär (Beförderung am 1. April 1939) war er Korpsveterinär des XXXXIII. Armeekorps. Ab 10. Oktober 1940 war König Leitender Veterinär-Offizier beim Befehlshaber der Deutschen Heeresmission und Chef der Deutschen Wehrmachts-Mission. Später war er in gleicher Position beim Oberquartiermeister Schwarzes Meer. Am 5. Februar 1942 wurde er Armeeveterinär der 4. Panzerarmee und am 1. August 1942 Generalveterinär. Es folgte seine Kommandierung in den Generalstab des Heeres und zum Generalquartiermeister im OKH. Ab 1. Februar 1944 war er Armeeveterinär der 1. Armee.
Am 1. Juli 1944 wurde er mit dem Ritterkreuzes des Kriegsverdienstkreuzes mit Schwertern ausgezeichnet.
1947 verfasste er für die Historical Division den Beitrag Die Organisation des Heeres-Veterinärwesens.